# 중국사료공업협회
중국사료공업협회(中国饲料工业协会)는 중화인민공화국 국무원이 1985년 2월에 승인한 업계단체이다. 중화인민공화국 농업부 소관으로 본부는 북경시에 위치하고 있으며, 사료공업과 관련한 기본 지식을 선전 보급하며 과학기술성과 및 관리경험을 홍보한다. 국내외 관계기관간 기술 교류 및 관계자 의견을 정부에 반영하는 것을 목적으로 하고 있다. 제1기 이사회는 1985년 7월에 개최되었다.